# Sächsische III
| Sächsische III DR Baureihe 34.76 | Sächsische III DR Baureihe 34.76            | Sächsische III DR Baureihe 34.76              |
| -------------------------------- | ------------------------------------------- | --------------------------------------------- |
|                                  |                                             |                                               |
| Hersteller:                      | Hartmann                                    | Esslingen                                     |
| Anzahl:                          | 66                                          | 21                                            |
| Nummerierung:                    | sä III 201–266 ab 1916: 243–280 DR: 34 7611 | sä III 267–273 ab 1916: 281–284 (DR: 52 7001) |
| Baujahre:                        | 1871 / 1873                                 | 1872                                          |
| Ausmusterung:                    | k. A.                                       |                                               |
| Bauart:                          | 1B n2                                       | 1B n2                                         |
| Länge über Puffer:               | 13.035 mm                                   | 13.035 mm                                     |
| Höchstgeschwindigkeit:           | 70 km/h                                     | 70 km/h                                       |
| Treibraddurchmesser:             | 1.560 mm                                    | 1.560 mm                                      |
| Laufraddurchmesser:              | 1.035 mm                                    | 1.035 mm                                      |
| Reibungsmasse:                   | 25,76 t                                     | 25,76 t                                       |
| Dienstmasse:                     | 37,17 t                                     | 37,17 t                                       |
| Achsfahrmasse:                   | k. A.                                       | k. A.                                         |
| indizierte Leistung:             | k. A.                                       | k. A.                                         |
| Kesselüberdruck:                 | 8 bar                                       | 8 bar                                         |
| Zylinderdurchmesser:             | 406 mm                                      | 406 mm                                        |
| Kolbenhub:                       | 560 mm                                      | 560 mm                                        |
| Rostfläche:                      | 1,60 m²                                     | 1,60 m²                                       |
| Verdampfungsheizfläche:          | 91,93 m²                                    | 91,93 m²                                      |
| Tenderbauart:                    | sä 3 T 5.56                                 | sä 3 T 5.56                                   |

Als Gattung III bezeichneten die Königlich Sächsischen Staatseisenbahnen zweifach gekuppelte Schlepptender-Lokomotiven für den Schnellzugdienst. Die Deutsche Reichsbahn ordnete die Lokomotiven ab 1925 in die Baureihe 34.76 ein.

## Geschichte
Sie wurden 1871/1872 von Hartmann in 66 Exemplaren und der Maschinenfabrik Esslingen in 21 Exemplaren gefertigt. 14 der Esslinger Lokomotiven erhielten nachträglich statt der starren Vorlaufachse eine Nowotny-Klien-Lenkachse und wurden dann in die Baureihe IIIb eingeordnet.
Die Reichsbahn übernahm nur noch eine der unveränderten Maschinen mit Nr. 274 und dem Namen BRÜNN und gab ihr die Betriebsnummer 34 7611.